# Rišňovce
Rišňovce é um município da Eslováquia, situado no distrito de Nitra, na região de Nitra. Tem 18,79 km² de área e sua população em 2018 foi estimada em 2.057 habitantes.

## Demografia
| Ano:        | 1994 | 2004   | 2014   | 2024   |
| ----------- | ---- | ------ | ------ | ------ |
| Broj ljudi: | 1909 | 1988   | 2054   | 2132   |
| Razlika:    |      | +4,13% | +3,31% | +3,79% |

| Ano:               | 2023 | 2024   |
| ------------------ | ---- | ------ |
| Número de pessoas: | 2121 | 2132   |
| Diferença:         |      | +0,51% |